# Europa de les Democràcies i les Diferències
L'Europa de les Democràcies i les Diferències (EDD) va ser un grup polític euroescèptic al Parlament Europeu entre 1999 i 2004. Estava presidit per Jens-Peter Bonde, polític danès. Després de les eleccions europees de 2004, i fruit del nou reglament per formar grups al Parlament Europeu, es va reformar i ampliar com a Independència/Democràcia (IND/DEM).

## Partits membres
| Estat         | Partit | Partit                                    | Partit | Participació  | Diputats |
| ------------- | ------ | ----------------------------------------- | ------ | ------------- | -------- |
| França        |        | El Moviment de la Ruralitat               | CPNT   | 1999–2004     | 6 / 626  |
| França        |        | Lluites sobiranistes                      | CS     | 2001–2004     | 1 / 626  |
| Dinamarca     |        | Moviment de juny                          | JB     | 1999–2004     | 3 / 626  |
| Dinamarca     |        | Moviment Popular contra la UE             | FmEU   | 1999–2004     | 1 / 626  |
| Països Baixos |        | Unió Cristiana – Partit Polític Reformat  | CU–SGP | 1999–2004     | 3 / 626  |
| Regne Unit    |        | Partit de la Independència del Regne Unit | UKIP   | 1999–2004     | 3 / 626  |
| Polònia       |        | Lliga de les Famílies Poloneses           | LPR    | May–July 2004 | 1 / 626  |